# Serrat del Portell
El Serrat del Portell és una muntanya amb una elevació de 840 metres al municipi de Gurb a la comarca d'Osona.